# بازگشت به حمص
بازگشت به حُمص (انگلیسی: The Return to Homs) فیلمی در ژانر مستند به کارگردانی طلال دیرکی است که در سال ۲۰۱۳ منتشر شد.